# Archinos
Archinos war ein im späten 5. Jahrhundert v. Chr. lebender athenischer Politiker und Redner.

## Leben
Archinos war ein aus dem Gau Koile stammender Athener. Möglicherweise war er ein Sohn des athenischen Feldherrn Myronides, da Archinos’ Sohn laut Demosthenes ebenfalls Myronides hieß. Er gehörte zunächst wie Kleitophon und  Theramenes  den gemäßigten Demokraten an. Nach dem Ende des Peloponnesischen Kriegs war er aber einer jener athenischen Verbannten, die  mit Thrasybulos die Festung Phyle besetzten, von dort  aus den Kampf gegen die Dreißig Tyrannen führten und nach deren Sturz 403 v. Chr. die athenische Demokratie  wiederherstellten. Demosthenes schreibt Archinos eine Hauptrolle bei diesem Umsturz zu und führt aus, dass er auch sonst ein ausgezeichneter Staatsmann gewesen sei.
Auch nach der Wiedereinführung der Demokratie war Archinos als führender attischer Politiker tätig. Beispielsweise beantragte und erreichte er eine öffentliche Belohnung für die Verbannten, welche die Festung Phyle zuerst besetzt hatten. Auf seinen Rat hin verkündete Thrasybulos eine allgemeine politische Amnestie. Auch brachte er ein Gesetz durch, das jenen Personen Schutz gewährte, die sich trotz des Amnestie-Erlasses politischen Anklagen ausgesetzt sahen. Er trat ferner für die strenge Beachtung der wiederhergestellten Verfassung ein. Sogar seinem Genossen Thrasybulos gegenüber hielt Archinos diesen strikt gesetzmäßigen Standpunkt ein und belangte ihn in der üblichen Form, wenn Thrasybulos widerrechtliche Maßnahmen ergriff. So widersprach er mit Erfolg Thrasybulos’ gesetzlich anfechtbarem Psephisma der Bürgerrechtsverleihung an alle Nichtbürger – darunter an den Redner Lysias –, die mit den Demokraten aus dem Piräus nach Athen zurückgekehrt waren.
Auf Archinos’ Initiative geht ferner die offizielle Einführung des aus 24 Buchstaben bestehenden ionischen Alphabets anstelle des bis dahin üblichen, nur 16 Buchstaben aufweisenden Alphabets in Attika zurück. Diese Neuerung im Schriftwesen fand während des Archontats von Eukleides 403/402 v. Chr. statt. Den Nutzen dieser Maßregel hatte er vorher in einer Flugschrift verfochten. Abgesehen von seiner staatsmännischen Tätigkeit war er auch ein herausragender Redner. So wird insbesondere eine Leichenrede von ihm gerühmt, die Isokrates in seinem Panegyrikos benutzte. Außerdem war Archinos im Militärdienst tätig und wurde mehrmals zum Strategen gewählt, doch sind die Zeitpunkte der Bekleidung dieses Amtes unbekannt. Auch über sein weiteres Schicksal liegen keine Nachrichten vor.